# Chiesa evangelica in Ungheria
La Chiesa evangelica ungherese (in ungherese: Magyarországi Evangélikus Egyház), nota anche come Chiesa evangelica luterana d'Ungheria, riunisce i protestanti ungheresi di fede luterana, che, secondo il censimento del 2001, erano pari al 3% della popolazione del Paese.
Durante il regime comunista nei primi anni '80, il Congresso statunitense stimava una comunità di 500.00 membri, mentre nel 2019 la Chiesa evangelica al 2019 dichiarava di avere circa 176.000 fedeli battezzati.

## Storia
Durante il "Decennio del lutto" (dal 1671 al 1681), il luteranesimo e la Chiesa riformata ungherese subirono la dura repressione della dinastia degli Asburgo, fedele alla Chiesa cattolica romana. Il Pietismo e l'Atto di Tolleranza dell'imperatore Giuseppe II concedessero la libertà religiosa, inaugurando una stagione di rinnovamento a partire dal 1781. 

Le chiese protestanti ottennero il pieno riconoscimento giuridico solamente a seguito del ripristino della sovranità ungherese nel 1867.
Nel 1948, il regime comunista condannò il primate d'Ungheria ad otto di detenzione con l'accusa di aver manipolato valute di provenienza straniera. Riabilitato e liberato nel '56, il vescovo Lajos Ordass riprese il proprio ruolo, ma autorità ungheresi lo rimossero nuovamente dalle carica due anni più tardi.
Durante l'incontro del comitato esecutivo della Federazione luterana mondiale svoltosi nell'estate del 1980 ad Augusta, in Germania, i delegati della Chiesa evangelica luterana d'Ungheria proposero Budapest come sede del meeting dell'anno successivo, certe che le autorità del regime avrebbero rilasciato i visti d'ingresso necessari ai rappresentanti delle Chiese luterane di tutto il mondo. Si trattò del primo congresso mondiale di una denominazione cristiana a potersi celebrare in un Paese socialista.

## Organizzazione
La chiesa è organizzata in 256 parrocchie, raggruppate in 17 contee ecclesiastiche e 3 distretti ecclesiastici amministrati dai vescovi: il distretto meridionale di Pest, il distretto settentrionale (con sede a Buda) e il distretto occidentale di Győr. Un vescovo-presidente (elnök-püspök) è a capo della chiesa nazionale, assistito da un supervisore (felügyelő), dal Santo Sinodo e da un presbiterio nazionale di 14 membri.
La Chiesa evangelica in Ungheria è una delle 14 confessioni cristiane ad essere ufficialmente riconosciute dallo Stato ungherese e da questi autorizzate avere la parola "Chiesa" all'interno del proprio nome ufficiale.

## Istruzione
L'ELCH ha un programma educativo che comprende la formazione in seminario dei candidati all'ordinazione, una formazione per i laici e i loro leader locali e regionali, una rete di 46 scuole che coprono fasce di età dall'asilo alla scuola secondaria e tre istituti di istruzione superiore (college e università).

## Affiliazioni
La Chiesa evangelica d'Ungheria è membro del Consiglio Mondiale delle Chiese, della Conferenza delle Chiese europee, del Consiglio ecumenico delle chiese in Ungheria, della Federazione luterana mondiale e della Comunione delle chiese protestanti in Europa.